# Jess Svane

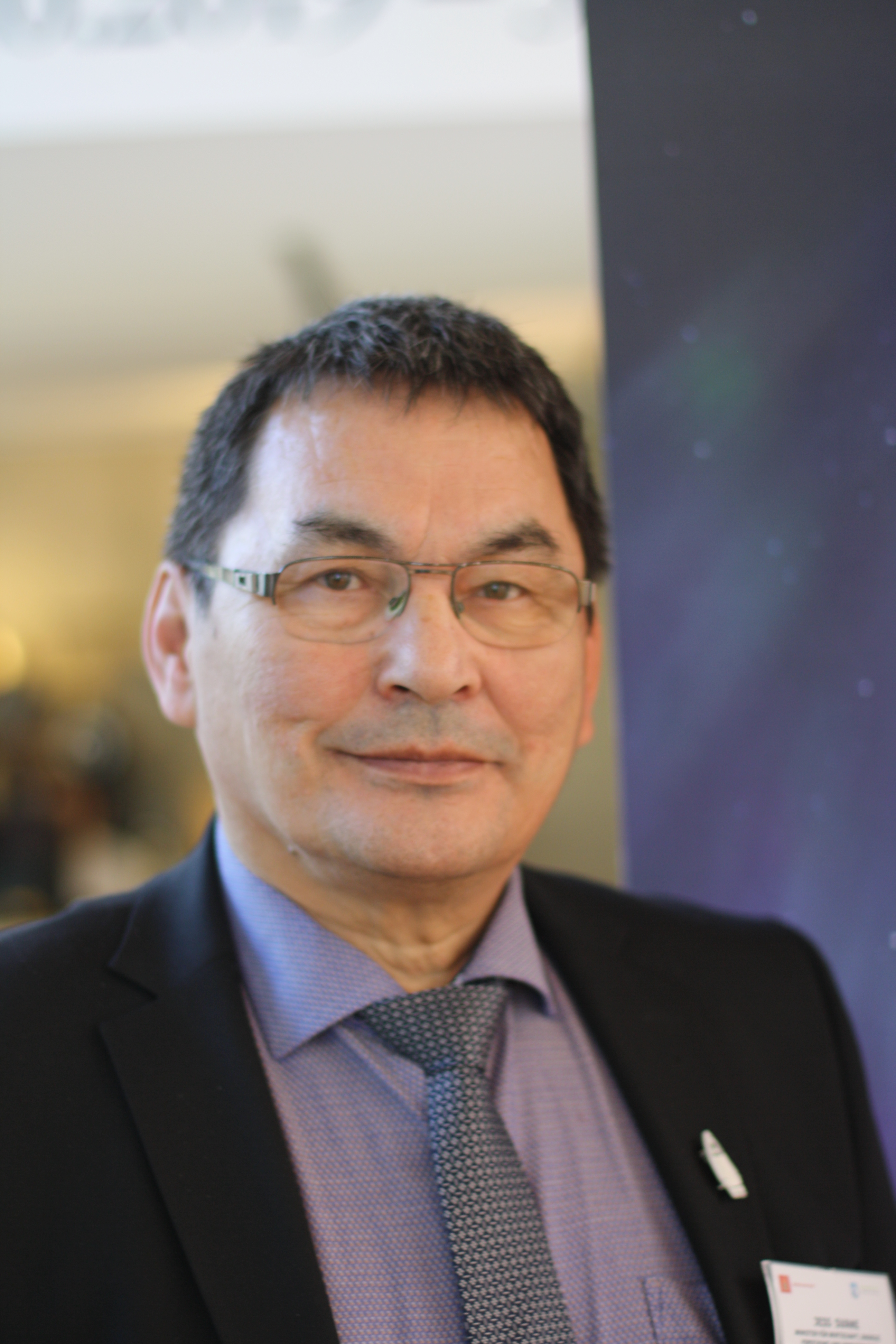
Jess Svane (2020)

Jess Kristian Svane (* 5. Mai 1959 in Qasigiannguit) ist ein grönländischer Politiker (Siumut).

## Leben
Jess Svane arbeitete vor seiner politischen Karriere vor allem im Handelsbereich. So war er zwischen 1992 und 2001 Hafenchef von Qasigiannguit, bevor er sich 2004 selbstständig machte. Er hat mit seiner Frau Emilie vier Kinder.
Jess Svane wurde nach der Kommunalwahl 2005, bei der er 74 Stimmen erhielt, zum Bürgermeister der Gemeinde Qasigiannguit ernannt. Bei der Parlamentswahl im selben Jahr verpasste er mit 69 Stimmen den Einzug ins Inatsisartut. Bei der Kommunalwahl 2008 erhielt er die meisten Stimmen seiner Partei in seinem Wahlkreis und wurde anschließend erster Bürgermeister der am 1. Januar 2009 gegründeten Qaasuitsup Kommunia. Es gelang ihm bei der Kommunalwahl 2013 nicht, seinen Bürgermeisterposten zu verteidigen, da er mit 363 Stimmen weniger erreichte als sein Parteikollege Ole Dorph mit 413.
Er trat daher im nächsten Jahr bei der Parlamentswahl 2014 an und kam mit 172 Stimmen auf den ersten Nachrückplatz seiner Partei, sodass er schließlich für Ministerin Doris Jakobsen ins Inatsisartut nachrückte. Bei der Kommunalwahl 2017 verteidigte er mit 185 Stimmen seinen Platz im Kommunalrat, aufgrund der Verwaltungsreform jedoch jetzt im Rat der Kommune Qeqertalik.
Bei der Parlamentswahl 2018 erreichte er mit 161 erneut den ersten Nachrückplatz der Siumut und rutschte diesmal für Minister Erik Jensen ins Parlament auf. Im April 2019 wurde er zum Minister für Arbeit, Energie und Forschung im Kabinett Kielsen V ernannt. Am 22. November 2019 erhielt er das Arbeitsmarktressort von Erik Jensen, der zurückgetreten war. Im Mai 2020 wurde er im Kabinett Kielsen VI zum Minister für Arbeitsmarkt, Forschung und Umwelt ernannt.
Bei der Parlamentswahl 2021 wurde er erneut ins Inatsisartut gewählt. Bei der Kommunalwahl 2021 trat er hingegen nicht mehr an. Als die Siumut am 5. April 2022 wieder Teil der Regierung wurde, wurde Jess Svane zum Minister für Soziales, Inneres und Arbeitsmarkt im Kabinett Egede II ernannt. Am 25. September 2023 erhielt er das Familienressort von Aqqaluaq B. Egede.
Bei der Parlamentswahl 2025 erreichte er nur noch den dritten Nachrückerplatz seiner Partei.